# 샤푸트

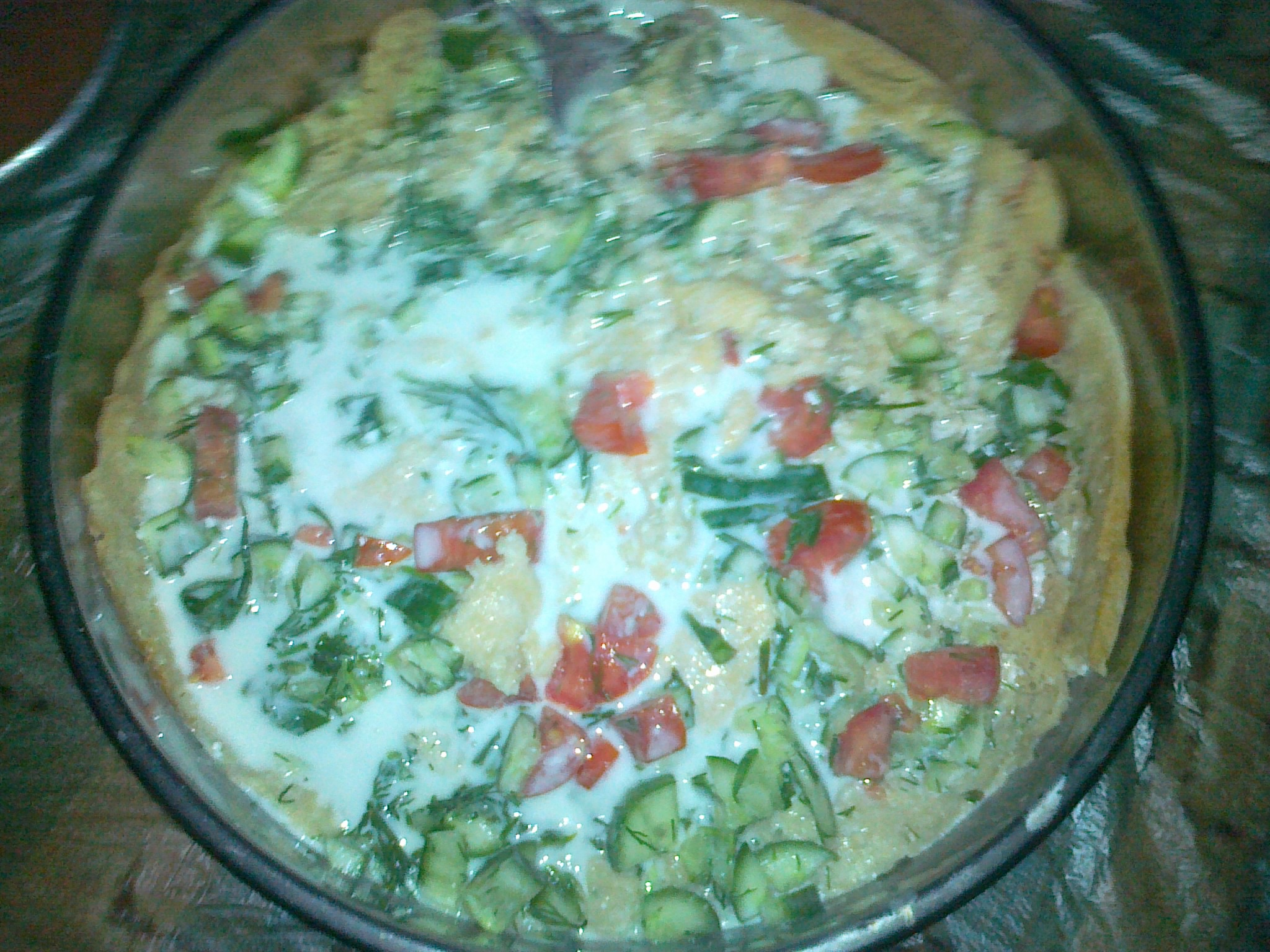
샤푸트

샤푸트(Shafoot, شفوت‎)는 예멘에서 전통적이고 인기있는 전채 음식이다. 주로 잘게 조각낸 빵인 "하켄" (전통 우락유) 또는 요구르트, 사하위끄 및 리크로 만들어진다. 샤푸트는 주로 라마단 달에 종교 행사에서 주로 먹는다.